# Andy Whitfield
Andrew „Andy” Whitfield (ur. 17 października 1971 w Amlwch, zm. 11 września 2011 w Sydney) – australijski aktor i model pochodzenia walijskiego, najlepiej znany z roli Spartakusa w serialu Starz Spartakus: Krew i piach (Spartacus: Blood and Sand).

## Życiorys

### Wczesne lata
Urodził się w Amlwch jako syn Pat i Roberta Whitfielda. Miał siostrę – Laurę. Studiował inżynierię na Sheffield Hallam University w Sheffield. W 1999 przeniósł się do Australii, aby pracować jako inżynier i inspektor budowlany w agencji konsultingowej w Lidcombe. Następnie osiadł w Sydney, gdzie uczęszczał do Screenwise Film & TV School for Actors. 

### Kariera
Dorabiał jako model. Wystąpił gościnnie w kilku australijskich serialach m.in.: Córkach McLeoda jako Brett Samuels czy w Chata pełna Rafterów jako Nick Leigh. Jego pierwszą większą rolą było wcielenie się w tytułowego bohatera w australijskim filmie Gabriel (2007). Prawdziwą popularność zyskał jednak dopiero dzięki serialowi Spartakus: Krew i piach (2010), gdzie wcielił się w Spartakusa – trackiego wojownika, który stał się rzymskim niewolnikiem, potem gladiatorem, aby w końcu stanąć na czele buntu przeciw Rzymskiemu Imperium.

## Życie prywatne
W październiku 2001 ożenił się z Vashti, z którą miał dwójkę dzieci: syna Jesse Reda (ur. 2005) i córkę Indigo Sky (ur. 2007). 
W marcu 2010 dowiedział się, że cierpi na chłoniaka nieziarniczego i natychmiast podjął leczenie w Nowej Zelandii. Zmarł 11 września 2011 w Sydney w wieku 39 lat, po osiemnastu miesiącach walki z chorobą. 

## Filmografia

### Filmy
- 2009: Klinika (The Clinic) jako Cameron
- 2007: Gabriel jako Gabriel

### Seriale
- 2011: Spartakus: Bogowie areny (Spartacus: Gods of the Arena) jako Spartakus (głos)
- 2010: Spartakus: Krew i piach (Spartacus: Blood and Sand) jako Spartakus
- 2008: Chata pełna Rafterów (Packed to the Rafters) jako Nick Leigh (gościnnie)
- 2008: Córki McLeoda (McLeod's Daughters) jako Brett Samuels (gościnnie)
- 2008: The Strip: Śledczy z Gold Coast (The Strip) jako Charlie Palmer (gościnnie)
- 2004: Cena życia (All Saints) jako Matthew Parkers (gościnnie)